# Carlos Antonio Barbosa Montenegro
Carlos Antonio Barbosa Montenegro (Rio de Janeiro, 11 de outubro de 1941 – 30 de agosto de 2018) foi um médico brasileiro.
Graduado em medicina pela Universidade Federal do Rio de Janeiro em 1966. Foi eleito membro da Academia Nacional de Medicina em 1985, sucedendo Jorge Fonte de Rezende Filho na Cadeira 63, que tem Vicente Cândido Figueira de Saboia como patrono.